# Aleksandra Sergeevna Mal'cevskaja
Aleksandra Sergeevna Mal'cevskaja, conosciuta in occidente con la trascrizione anglosassone di Aleksandra Maltsevskaya (in russo Александра Сергеевна Мальцевская?; Rostov sul Don, 5 luglio 2002), è una scacchista russa, grande maestro femminile.
È stata campionessa juniores femminile nel 2018. Dal giugno del 2016 è tra le prime cinquanta ragazze under 20 del ranking FIDE, dal maggio del 2021 tra le prime 100 donne.
Da febbraio del 2022 lascia la federazione scacchistica della Russia, per rappresentare la federazione polacca.

## Carriera
Protagonista sin dall'età di dieci anni dei mondiali e degli europei giovanili, nel 2012 raggiunge il terzo posto al mondiale under 10 femminile di Maribor, in Slovenia, con 8,5 punti su 11. Nel 2014 in ottobre raggiunge il terzo posto agli europei under 12 femminili di Batumi, in Georgia con 7 punti su 9. Nel 2016 in agosto vince l'europeo under 14 di Praga, in Repubblica Ceca, realizzando 7,5 punti su 9. Nel 2017 si piazza al terzo posto nel mondiale under 16 femminile di Montevideo, in Uruguay, realizzando 7,5 su 11. Nel 2020 in settembre vince il campionato europeo giovanile nella categoria under 18 femminile, disputatosi online a causa della Pandemia di COVID-19, realizzando il risultato di 8 su 9.
Ottiene il titolo di grande maestro femminile nel 2018. Nello stesso anno in settembre vince il Mondiale juniores femminile a Gebze, in Turchia, con il punteggio di 8,5 su 11.
Nel 2021 in agosto ottiene il titolo di maestro internazionale assoluto, avendo ottenuto la sua terza norma in luglio e superato la soglia dei 2400 punti Elo il mese successivo. Nel febbraio del 2022 si trasferisce dalla federazione russa alla federazione polacca, in polemica con la gestione politica degli scacchi nel suo paese, che non le avrebbero consentito di portare avanti il suo sviluppo professionale.